# Sulayman ibn Alí ibn Abd-Al·lah
Sulayman ibn Alí ibn Abd-Al·lah (? - 759) fou un príncep abbàssida, oncle dels primers califes as-Saffah i al-Mansur.
El 750/751 fou nomenat per as-Saffah com a governador de Bàssora (govern que incloïa l'Aràbia Oriental i el Khuzestan). Va conservar aquest càrrec fins al 756, quan fou destituït. Juntament amb els seus fills Muhàmmad i Jàfar va realitzar grans reformes a la ciutat, però com era norma es va enriquir en el seu govern. Durant anys va donar asil al rebel Abd-Al·lah ibn Alí, que finalment es va entregar a al-Mansur a canvi de la promesa de rebre l'aman (perdó), cosa que el califa no va complir, ja que finalment el va matar (un cop ja mort Sulayman). La posició d'aquest com a oncle patern del califa era ambigua i el seu nebot li devia un respecte familiar, tot i que el califa n'era políticament i religiosament superior.
Harun ar-Raixid va acabar confiscant les riqueses del seu fill Muhàmmad, que vivia a Bàssora, valorades en 60 milions de dírhams.